# Hark! The Village Wait
Hark! The Village Wait var 1970 debutalbumet från folkrockbandet Steeleye Span. Albumet är den enda som har den ursprungliga lineupen av bandet, eftersom de bröt upp och reformeras med ett något annorlunda medlemskap omedelbart efter dess release, utan att någonsin ha en livekonsert. Det är således en av endast två studioalbum av Steeleye Span där de har två kvinnliga huvudsångare (Maddy Prior och Gay Woods), det andra är Time (1996).

## Låtlista
1. "A Calling-on Song" (Hutchings)
2. "The Blacksmith" (Traditionell)
3. "Fisherman's Wife" (MacColl)
4. "Blackleg Miner" (Traditionell)
5. "Dark-Eyed Sailor" (Traditionell)
6. "Copshawholme Fair" (Traditionell)
7. "All Things Are Quite Silent" (Traditionell)
8. "The Hills Of Greenmore" (Traditionell)
9. "My Johnny Was A Shoemaker" (Traditionell)
10. "Lowlands of Holland" (Traditionell)
11. "Twa Corbies" (Traditionell)
12. "One Night As I Lay On My Bed" (Traditionell)